# Heraclio Alfaro Fournier
Heraclio Alfaro Fournier (Vitòria, 20 de setembre de 1893 – ibídem, 10 d'agost de 1962) va ser un inventor aeronàutic. Va residir gran part de la seva vida als Estats Units on va inventar dos motors aeronàutics peculiars, a part d'altres patents.

## Biografia
Heraclio va néixer en una família benestant d'industrials. El seu avi Heraclio Fournier va ser l'inventor dels jocs de cartes que porten el seu nom. Va cursar estudis primaris en el Col·legi dels Marianistes de Vitòria. Quan va acabar aquest estudis es va traslladar a França i més tard a Lieja, a on va aprendre i millorà el francès i va entrar en contacte amb la creixent aviació del país veí.
El 1910 ja va volar el planador ACA, i va aprendre a volar a l'Escola d'Aviació de Mourmelon-le-Grand (Marne) a bord d'un Antoinette, encara que la Federació Aeronàutica Internacional no li va concedir la llicència fins al desembre de 1911, perquè era menor d'edat.
El 1913 va tornar a Vitòria, on va exercir de professor en l'Escola d'Aviació de Vitòria, fundada pel pilot francès Léonce Garnier, amb qui va mantenir molt bones relacions. Aprofitant les condicions de l'aeròdrom de Lakua (Vitòria) va construir l'avió Alfaro 1, que era un avió monoplà amb motor de 7 cilindres en estrella que superava els 100 km/h, i que fou el primer avió construït i pilotat pel mateix home a Espanya. El segon avió dissenyat per Alfaro va guanyar la Copa de Barcelona de l'any 1918.
Després de diverses exhibicions de vol a l'aeròdrom de Cuatro Vientos (Madrid), el 1915 es va traslladar a l'Escola de Vol de Getafe, on va operar com a Cap Tècnic, sota les ordres del capità Alfredo Kindelán, on va fer el servei militar i es va familiaritzar amb l'aeronàutica militar, també per mitjà d'altres militars com Kindelán, va entrar amb contacte amb Talleres Hereter, el que va donar a lloc que durant els anys 1917-1920, dissenyés 4 avions, 1 helicòpter i un avió de caça.

## Vida als Estats Units
L'octubre de 1920 va marxar als Estats Units, a l'estat d'Ohio, a on va aprendre mètodes de producció a Cincinnati, per després dissenyar un avió de combat per Dayton Wright Co., el que li va valer un premi de 3.000 dòlars de l'època atorgat per la Marina dels Estats Units. Als Estats Units hi va estar dos anys, per tornar a Madrid com a representant de companyies americanes i continuar construint avions com l'Alfaro 11, un biplà mono plaça. No obstant això, va tornar als Estats Units fins al 1945.
En aquest segon període, primer va desenvolupar la tasca de projectista a la Glenn L. Martin Co. de Cleveland (Ohio) i ho compaginà amb els estudis d'Enginyeria Aeronàutica al Massachusetts Institute of Technology, on es va graduar el 1926 per dedicar-se a la resolució de problemes com els alerons flaps i el projecte de 4 nous avions, un d'ells per un concurs de seguretat. Un dels projectes que va tenir més èxit va ser el disseny i construcció de l'avió City of Peoria en tan sols 23 dies, que, el 1927, va guanyar la cursa entre les ciutats de San Francisco i Honolulu.
Degut al prestigi obtingut, va ocupar les càtedres de les universitats de Western Reserve University el 1929 i Massachusetts Institute of Technology el 1932, i continuà amb el disseny d'avions fundant la seva pròpia empresa: Aircraft Developments Inc. on es va centrar a reduir el pes dels motors d'aviació i en fabricà fins a 12 tipus diferents. El 1929, Alfaro va concebre el primer sistema mundial d'arrancada autònom pel rotor d'un autogir. D'aquesta època són els motors més celebrats: el Baby motor un petit motor bicilíndric de 23 kg i 24 CV, i el Motor barril.
L'interès de l'empresari Harold Pitcairn propietari de la Pitcairn Aircraft Co en l'autogir, invent de Juan de la Cierva unit a la fama de Heraclio, va fer que el primer li encarregués el disseny a Alfaro d'un autogir, per tal d'introduir-lo a Amèrica. El projecte realitzat per l'enginyer es va convertir en el primer giroavió de Pitcairn. Això també el va desviar de les seves investigacions sobre l'aeroplà i desplaçar-lo cap a l'autogir, i millorà l'invent de De la Cierva en el procés d'enlairament, i s'arribà a associar amb Autogyro Co. of America on continuà la millora i inclús el projecte de models millors que els de De la Cierva.
Malalt de parkinson el 1945 va retornar a Madrid, Sant Sebastià i Vitòria, a on va morir el 10 d'agost de 1962.